# کلیتون سنتر (آیووا)
کلیتون سنتر (به انگلیسی: Clayton Center) یک منطقهٔ مسکونی در ایالات متحده آمریکا است که در آیووا واقع شده‌است. کلیتون سنتر ۳۰۱٫۱۵ متر بالاتر از سطح دریا واقع شده‌است.